# Gare de Boulogne-Aéroglisseurs
Pour les articles homonymes, voir Gare de Boulogne.
La gare de Boulogne-Aéroglisseurs est une ancienne gare ferroviaire française du raccordement d'Outreau-Poste 1 à l'hoverport, située sur le territoire de la commune du Portel, à proximité de Boulogne-sur-Mer, dans le département du Pas-de-Calais, en région Hauts-de-France.
Elle est spécialement mise en service en 1970, par la Société nationale des chemins de fer français (SNCF), pour assurer la correspondance avec un service d'aéroglisseurs transmanches à l'hoverport voisin, avant d'être fermée en 1991 en raison de la disparition de cette relation maritime et donc de la liaison ferroviaire.

## Situation ferroviaire

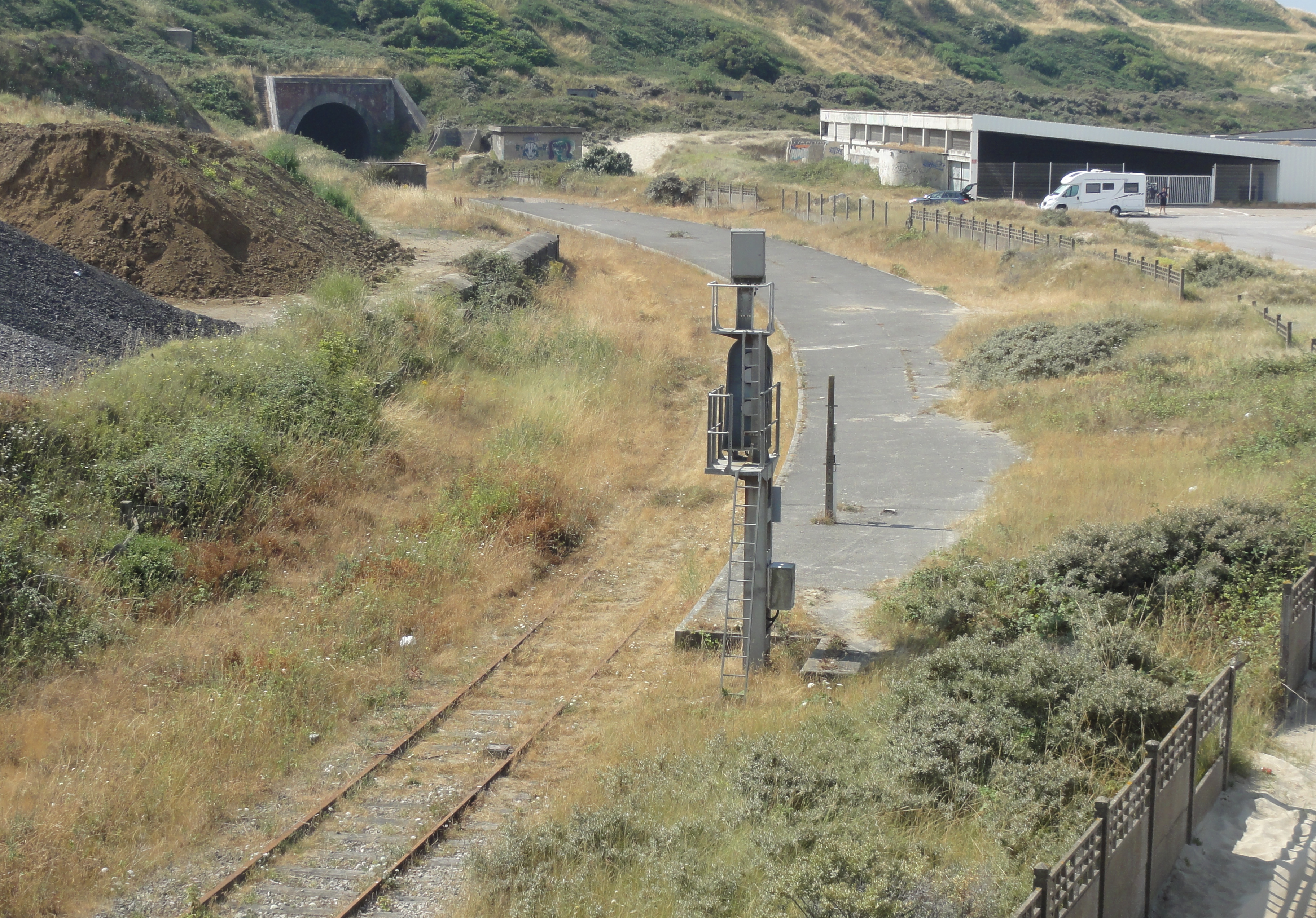
Portail nord du tunnel de l'Ave-Maria, ancien quai et aperçu de l'hoverport (en juillet 2018).

Établie à 8 mètres d'altitude, la gare de Boulogne-Aéroglisseurs est située au point kilométrique (PK) 253,9 du raccordement d'Outreau-Poste 1 à l'hoverport (no 312 300 dans la nomenclature officielle du réseau ferré national ; cette infrastructure relie l'ancien triage d'Outreau — sur la ligne de Longueau à Boulogne-Ville — au faisceau Loubet), peu après la sortie du tunnel de l'Ave-Maria,,, (dont la longueur est de 1 891 mètres).
La gare disposait de deux voies de passage, desservies par un quai central couvert.

## Histoire

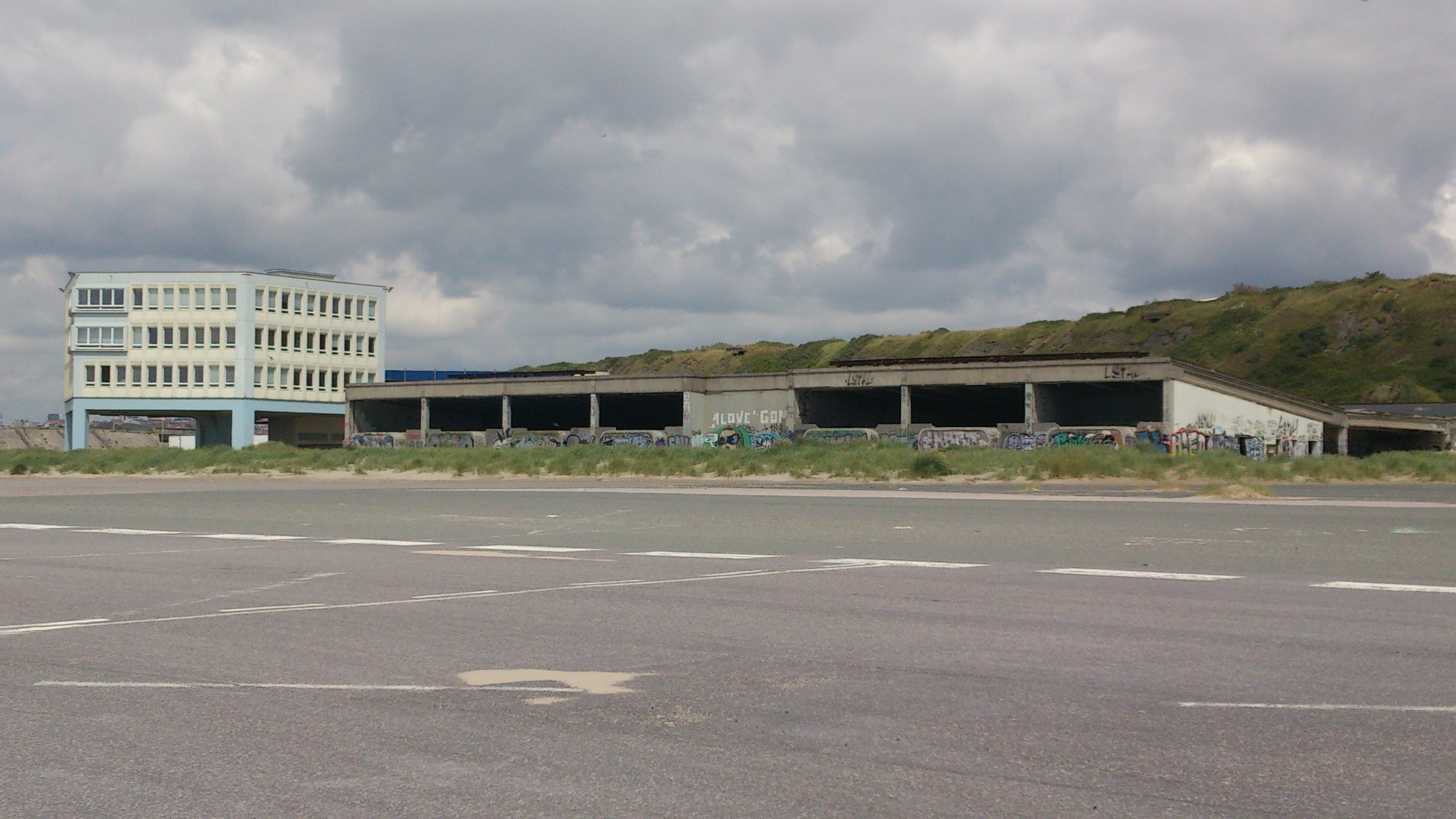
Ancien hoverport de Boulogne, vu en juin 2015.

La gare de Boulogne-Aéroglisseurs est ouverte en 1970, afin d'assurer la correspondance avec les aéroglisseurs — de la compagnie Seaspeed (en) jusqu'en 1981, puis Hoverspeed (en) à partir de cette date — qui partent de l'hoverport de Boulogne, installé à proximité, (depuis 1968). Ce service voyageurs combiné, assuré depuis Paris-Nord, à l'origine par des autorails X 4300 puis par des RTG, permet de rejoindre le port de Douvres puis Londres avec un autre train (au départ de Dover-Priory). La fin de cette relation (en raison de l'arrêt du service maritime), le 1er juin 1991, entraîne la fermeture définitive de cette gare.

## Patrimoine ferroviaire
L'ensemble des installations ferroviaires de la gare ont disparu depuis sa fermeture, à l'exception de la voie principale du raccordement d'Outreau-Poste 1 à l'hoverport (toujours en service pour le fret) et du quai désaffecté,. Cet ancien quai et surtout l'hoverport sont visibles dans la série Coincoin et les Z'inhumains (réalisée par Bruno Dumont), tournée en 2017 : le site y est utilisé comme camp de migrants.
Pour l'anecdote, un timbre postal, représentant le turbotrain RTG T 2057 entrant en gare, a été émis (dans le carnet « Patrimoine des Trains ») par La Poste en 2014.